# Trzemeszno (Groot-Polen)
Trzemeszno (duits: Tremessen) is een stad in het Poolse woiwodschap Groot-Polen, gelegen in de powiat Gnieźnieński. De oppervlakte bedraagt 5,46 km², het inwonertal 7.752 (2017).

## Verkeer en vervoer
- Station Trzemeszno

## Sport en recreatie
Door deze plaats loopt de Europese wandelroute E11. De E11 loopt van Den Haag naar het oosten, op dit moment de grens Polen/Litouwen. Ter plaatse komt de route van het zuidwesten vanaf Nowa Wieś Niechanowska via Miaty. De route kruist het spoor ter hoogte van het station en vervolgt in noordoostelijke richting naar Wydartowo.

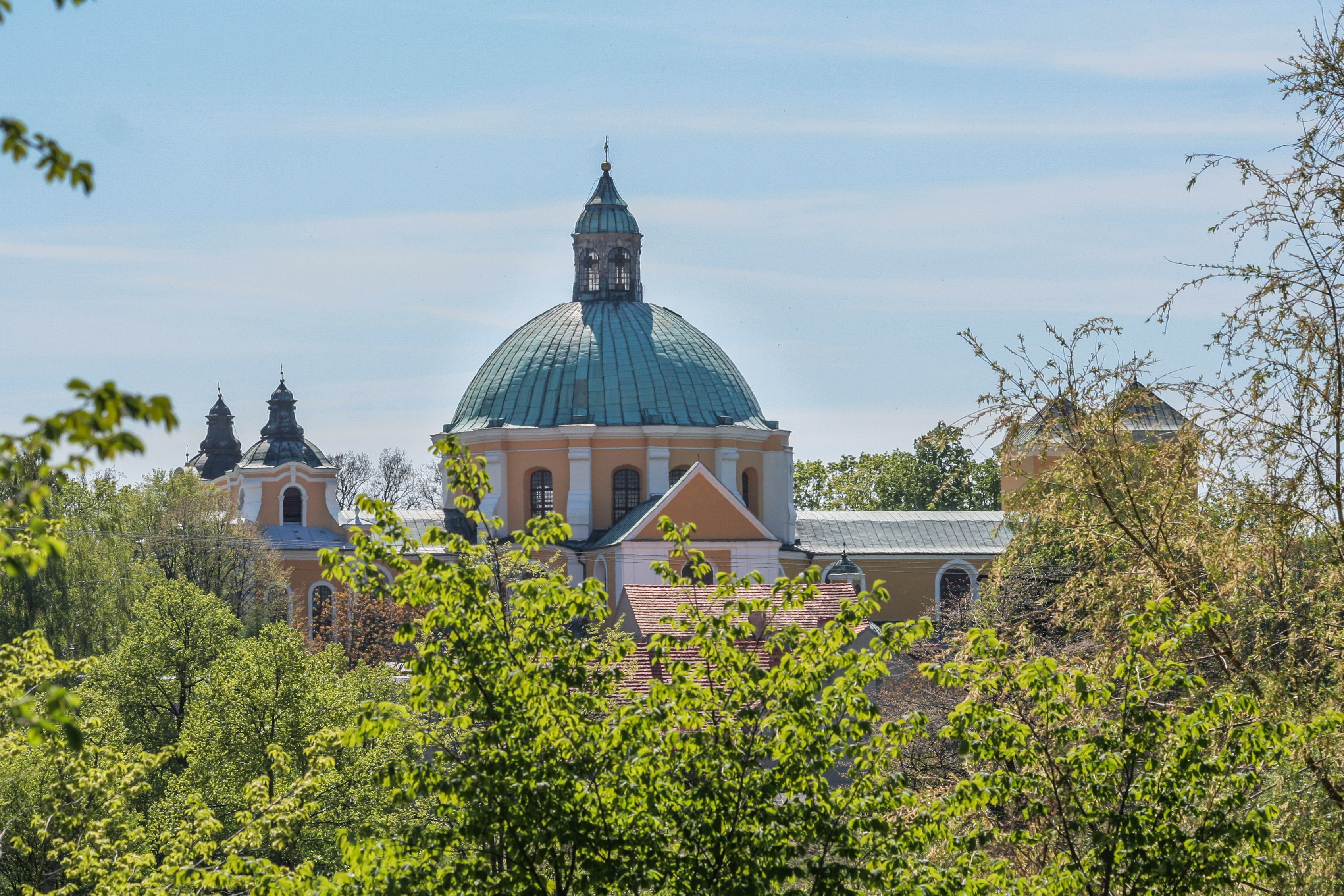
Basiliek St. Michał Archanioł, gezien van het zuiden
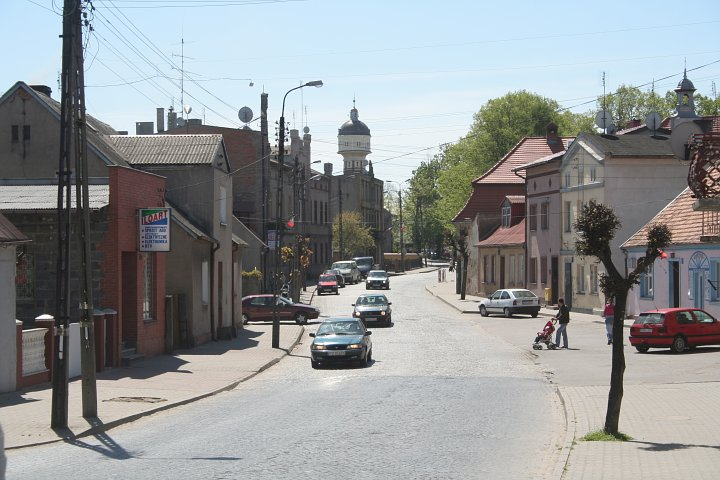
Adam Mickiewicz straat
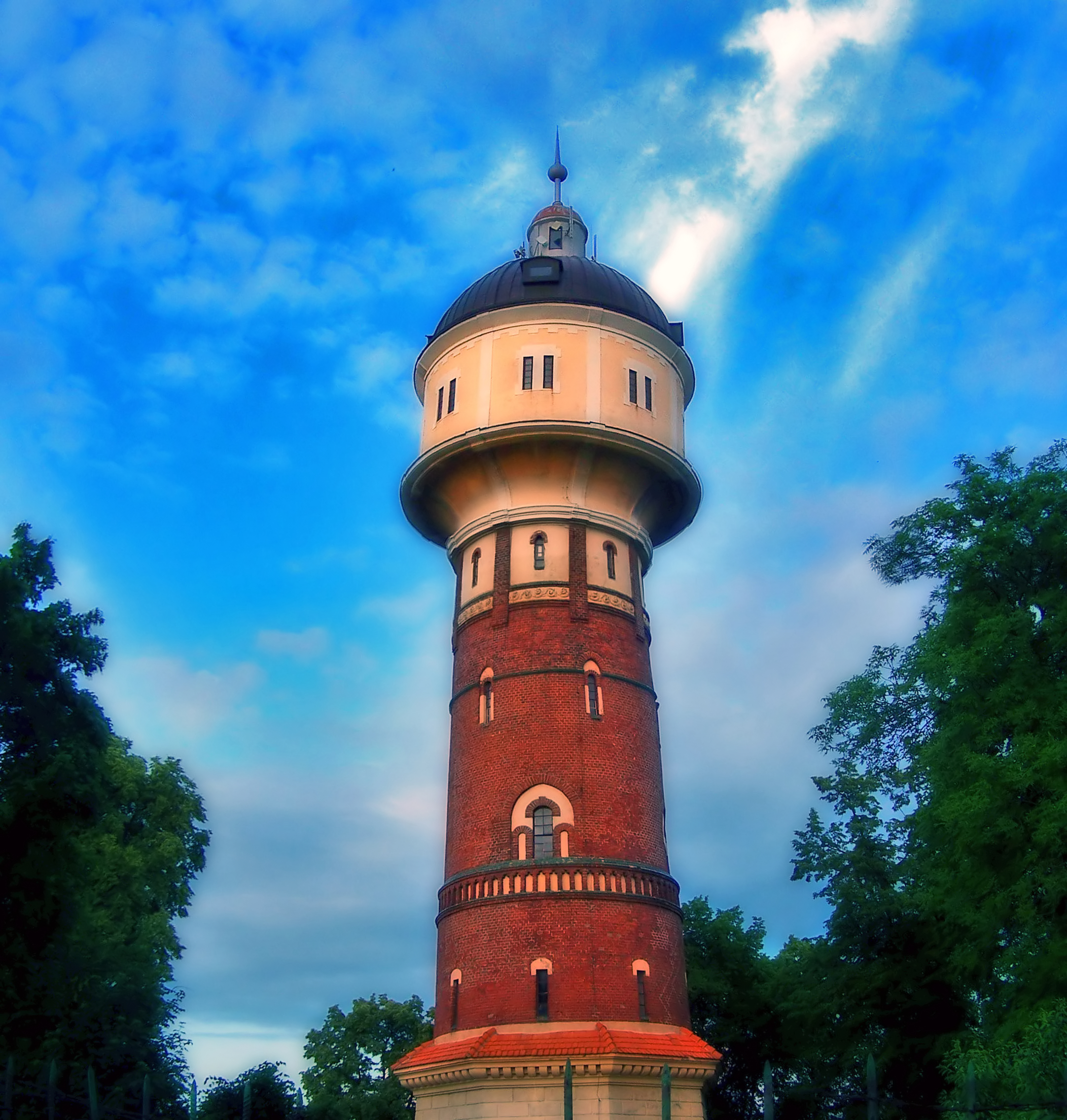
Watertoren
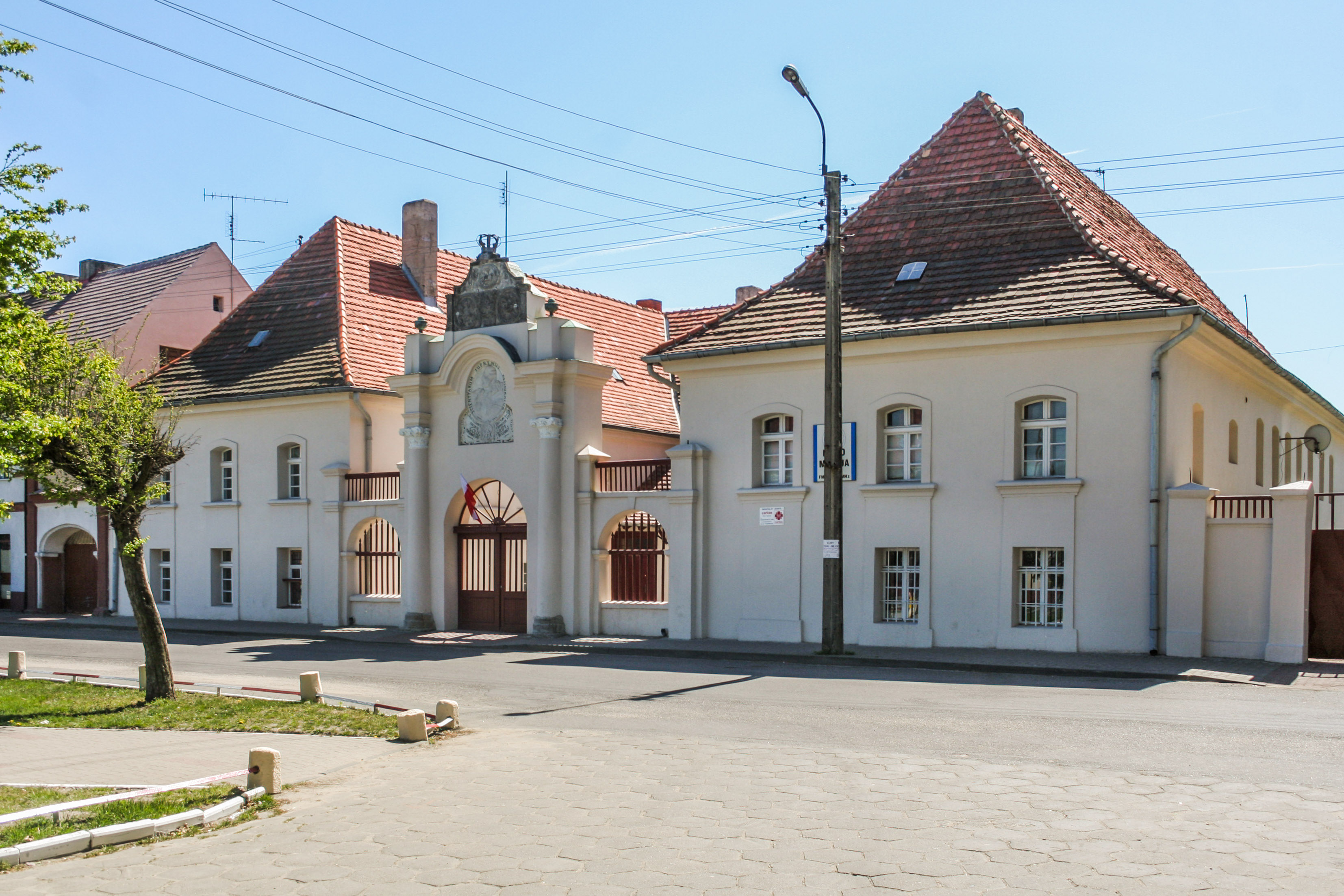
seminarium uit de 18e eeuw
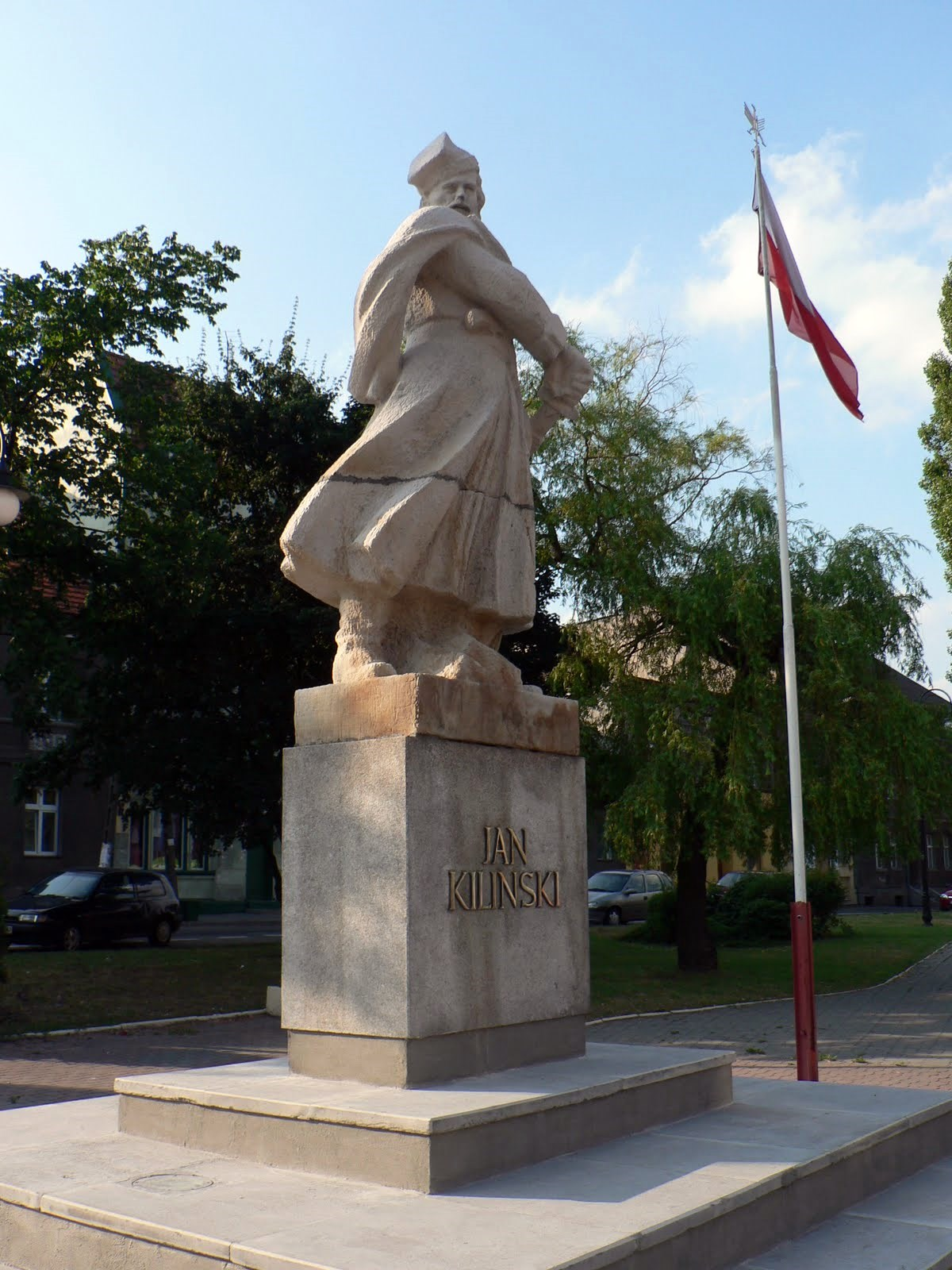
Standbeeld van Jan Kiliński